# Свалява
Свалява (на украински: Свалява; на русински: Сол'ява; на унгарски: Szolyva, на чешки: Svaljava; на идиш: סוואליאווע; на словашки: Svaľava; на немски: Swaljawa; на румънски: Svaliava; на полски: Swalawa) е град в Украйна, административен център на Свалявски район, Закарпатска област. Градът е на остров Марта-Маргарита (на украински: Марта-Маргарита).
Към 1 януари 2011 година населението на града е 16 871 души.

## История
За пръв път селището е споменато през 1236 година, през 1957 година получава статут на град.